# Kamil Szyłkiewicz
Kamil Szyłkiewicz, znany także jako Lady Jessy, Prestigigator (ur. 6 listopada 1994 w Lubaniu) – polski muzyk, kompozytor i DJ.

## Kariera zawodowa
W 2012 roku wyprodukował pod nazwą Prestigigator dźwięk, Nuclear Alarm Siren, który przekroczył 15 mln wyświetleń w Serwisie YouTube. 
W 2021 roku zarejestrował znak towarowy "Lady Jessy". Na początku 2022 roku wydał EPkę "Trylogia Kolorów".

## Dyskografia

### Albumy
| Tytuł            | Rok  | Certyfikat |
| ---------------- | ---- | ---------- |
| Trylogia Kolorów | 2022 | –          |

### Single
| Tytuł                        | Rok  | Certyfikat          | Najwyższa pozycja na liście | Najwyższa pozycja na liście | Najwyższa pozycja na liście | Najwyższa pozycja na liście | Najwyższa pozycja na liście | Najwyższa pozycja na liście | Najwyższa pozycja na liście | Najwyższa pozycja na liście | Najwyższa pozycja na liście |
| Tytuł                        | Rok  | Certyfikat          | ITunes                      | ITunes                      | ITunes                      | ITunes                      | ITunes                      | ITunes                      | ITunes                      | Airplay                     | Airplay                     |
| Tytuł                        | Rok  | Certyfikat          | GER                         | NOR                         | POR                         | TUR                         | ZAF                         | IND                         | VIE                         | MEX                         | UK                          |
| ---------------------------- | ---- | ------------------- | --------------------------- | --------------------------- | --------------------------- | --------------------------- | --------------------------- | --------------------------- | --------------------------- | --------------------------- | --------------------------- |
| Czerwień                     | 2022 | –                   | –                           | –                           | –                           | –                           | –                           | –                           | –                           | –                           |                             |
| Biel                         | 2022 | –                   | –                           | –                           | –                           | –                           | –                           | –                           | –                           | –                           |                             |
| Air Raid Siren               | 2022 | –                   | –                           | –                           | –                           | –                           | –                           | –                           | 72                          | –                           | 17                          |
| Nuke Alarm                   | 2015 | - ZPAV: złota płyta | –                           | –                           | –                           | –                           | –                           | –                           | –                           | 116                         | –                           |
| Nuclear Alarm Siren          | 2012 | –                   | 75                          | 3                           | 2                           | 7                           | 10                          | 1                           | –                           | –                           | –                           |
| „–” singel nie był notowany. |      |                     |                             |                             |                             |                             |                             |                             |                             |                             |                             |